# Romanèchite

La romanèchite est un minéral d'oxyde de manganèse de formule chimique (Ba,H2O)2(MnIV,MnIII)5O10 et principal constituant du psilomélane, qui est un mélange de minéraux. La plupart des psilomélanes ne sont pas de la romanéchite pure, il est donc incorrect de les considérer comme des synonymes. La romanèchite est un minerai précieux de manganèse, utilisé dans la sidérurgie et la production de batteries au sodium. Elle a une structure cristalline monoclinique, une dureté de 6 et une densité de 4,7-5. La structure de la romanèchite est constituée de tunnels 2 × 3 formés d'octaèdres de MnO6,. De symbole IMA Rmn, elle a pour synonyme l'hydrobraunite.

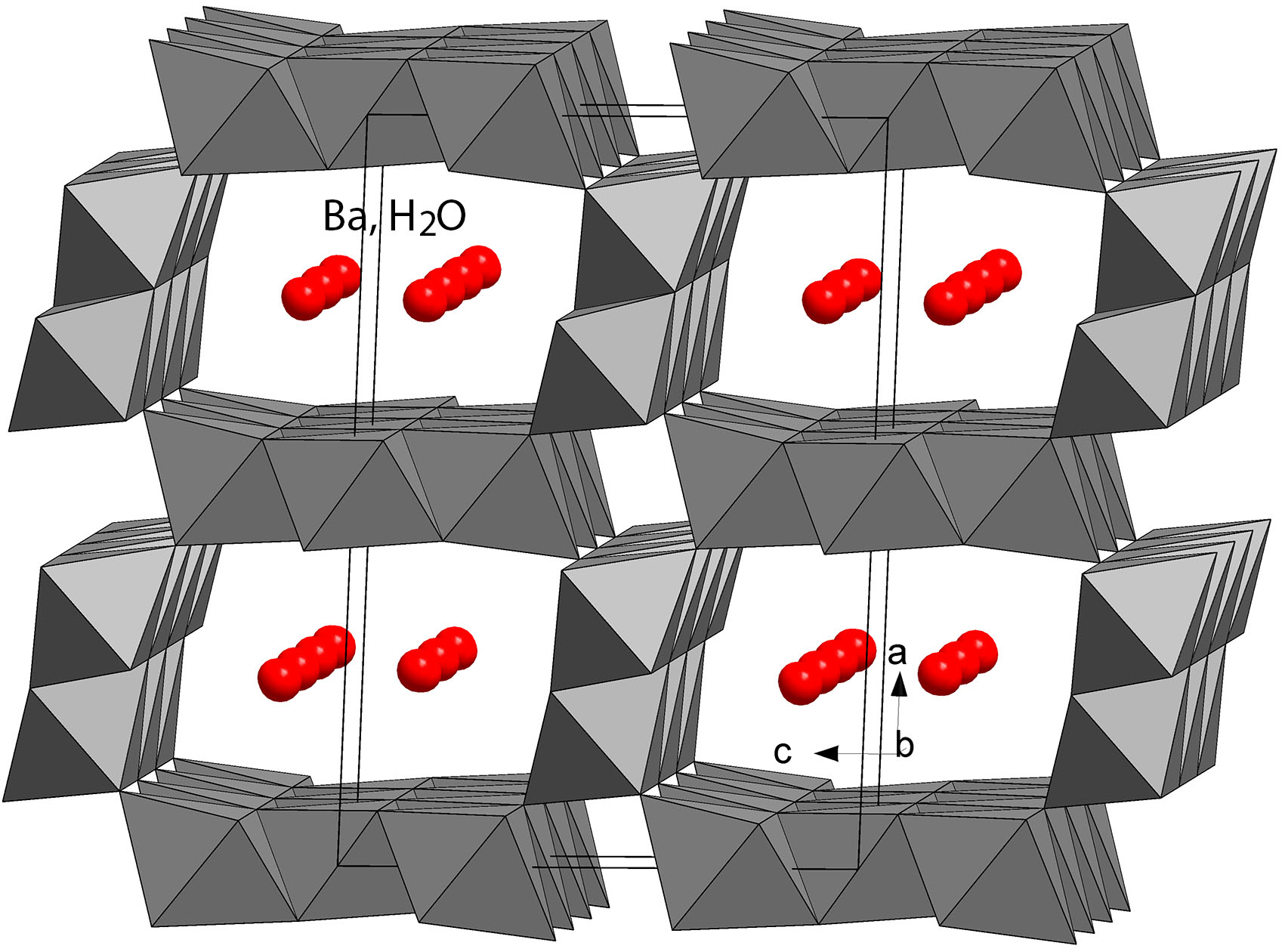
Représentation polyédrique de la structure tunnel 2 x 3 de romanèchite. Les atomes rouges représentent le baryum et.

## Gisements en environnement
La romanèchite est un produit d'altération des oxydes, carbonates et silicates contenant du manganèse dans les dépôts sédimentaires. 
Elle est communément associée à l'hématite, à la barytine, à la pyrolusite, au quartz et à d'autres minéraux d'oxyde de manganèse. La romanèchite a des gisements en France où se trouve sa localité type : Romanèche-Thorins et l'origine de son nom. 
Mais on la trouve également en Allemagne, en Angleterre, au Brésil, en Russie, en Inde et dans diverses régions des États-Unis, notamment en Arizona, en Virginie, au Tennessee et au Michigan, ainsi que dans des sites de la vallée et de la crête des Appalaches. 
On la trouve également dans les nodules de ferromanganèse du lac Baïkal.

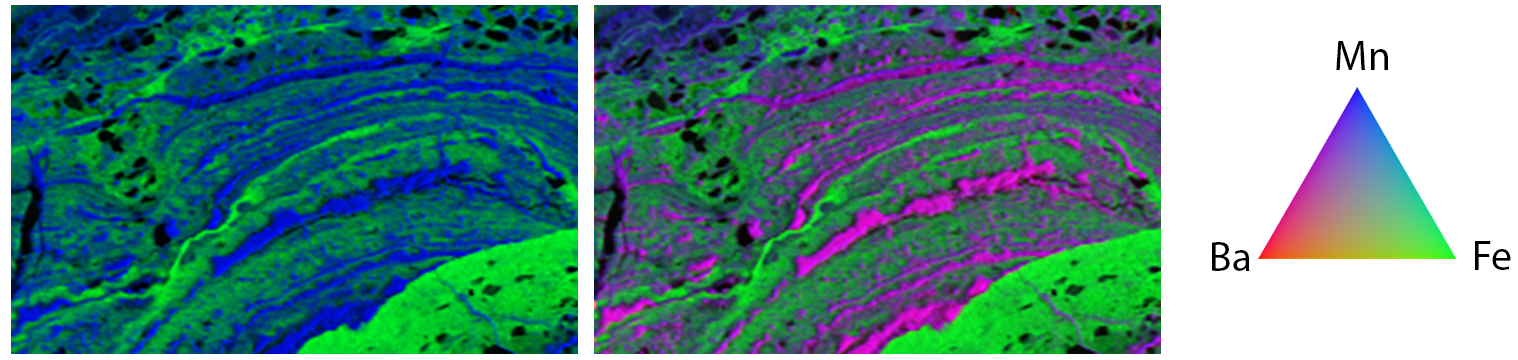
Cartes de fluorescence X bicolores (à gauche) et tricolores (à droite) de la distribution de Mn, Fe et Ba dans un nodule de ferromanganèse du lac Baïkal. Taille : 5 mm (H) x 3 mm (V).